# Dungu (territorium)

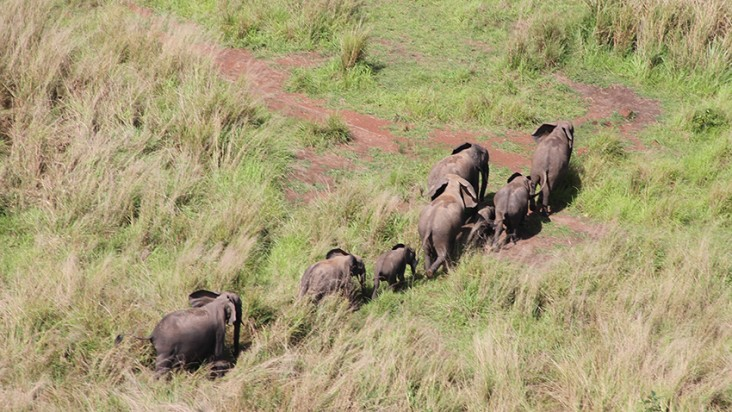
Olifanten in het Nationaal park Garamba

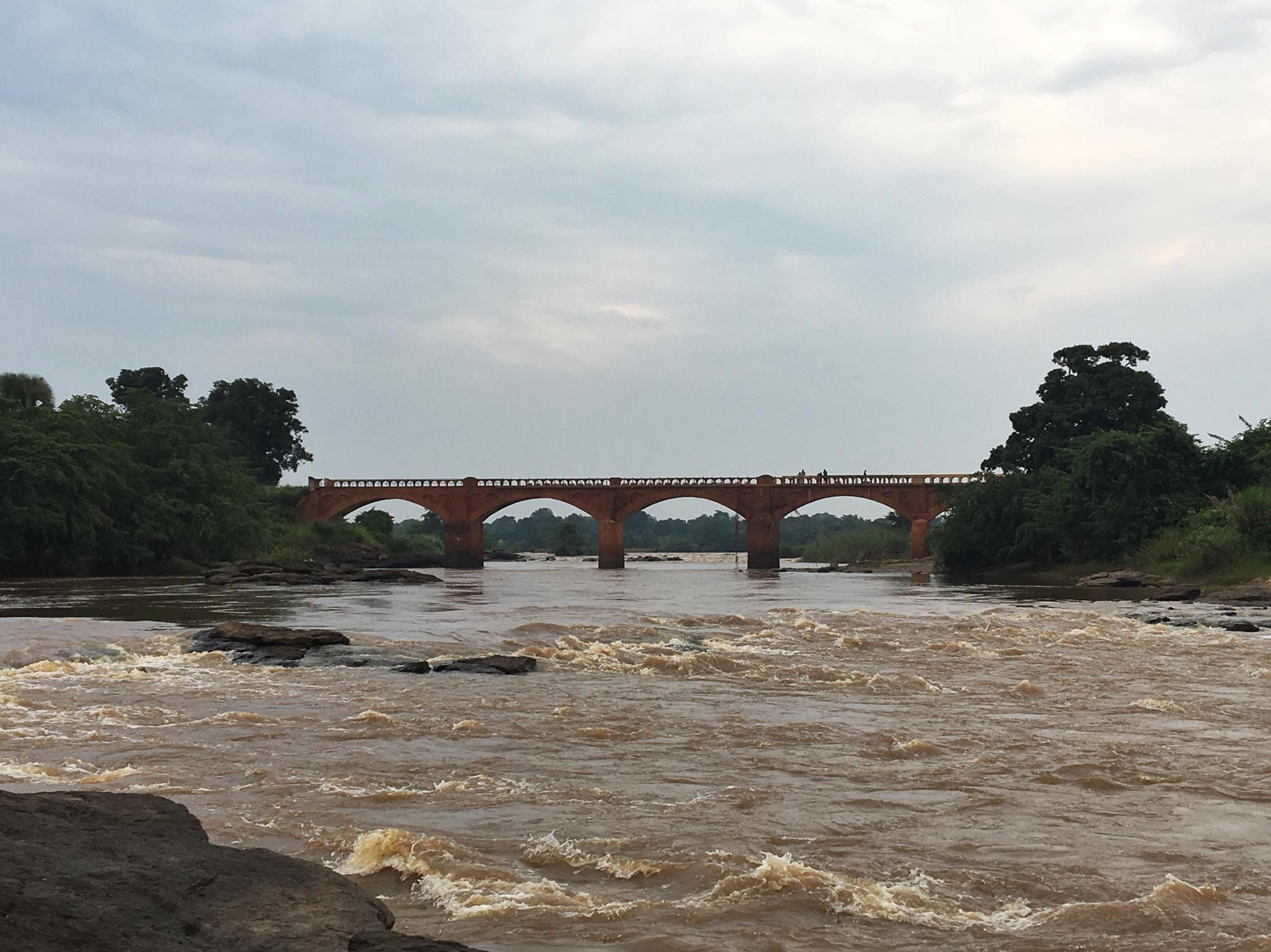
Brug over de rivier Dungu bij de stad Dungu

Dungu is een territorium (territoire) in de Democratische Republiek Congo. Het een van de zes territoria van de provincie Opper-Uele. Dungu heeft een oppervlakte van 32.446 km². De bevolking wordt geschat op 344.000 (2020).
Het Nationaal park Garamba ligt voor het grootste deel in Dungu.

## Bestuur
Het territorium is opgericht in de jaren 1920. De hoofdplaats is de gelijknamige stad Dungu.

## Geografie
Dungu ligt in het noordwesten van de provincie en heeft een lange grens met Zuid-Soedan.
Er heerst een tropisch klimaat met een droog seizoen tussen november en maart.
Het gebied ligt op een gemiddelde hoogte van 700 m en is grotendeels vlak. Dungu ligt in een overgangsgebied tussen tropisch woud en savanne.
Een belangrijke rivier is de Dungu. Het territorium telt 642 km aan wegen, maar deze zijn in zeer slechte staat. Veel vervoer gebeurt via de lucht naar kleine vliegvelden.

## Bevolking
De belangrijkste bevolkingsgroep zijn de Zande (90%). Er leven ook Baka, Logo en Madi. De nationale voertaal is Lingala.
De bevolking leeft voornamelijk van landbouw. Er wordt op artisanale wijze goud en diamant gewonnen.